# Joseph Daxenberger
Joseph Daxenberger (* 5. April 1801 in Unterwössen; † 17. Mai 1870 in Traunstein) war ein bayerischer Kommunalbeamter und Politiker.

## Werdegang
Daxenberger wurde als Sohn des Wössener Waffenschmieds Stephan Daxenberger und seiner Ehefrau Viktoria geb. Greiml geboren.
Daxenberger absolvierte 1822 das Wilhelmsgymnasium München. Er heiratete 1831 Hilaria von Roggenhofer (1807–1877) aus München, eine Tochter des ehemaligen dortigen Kupferhammer-Betreibers Jakob von Roggenhofer. Seit den 1820er Jahren wirkte Daxenberger als rechtskundiger Stadtschreiber in Traunstein.
Neben seiner administrativen Tätigkeit war Daxenberger auch politisch tätig. Er gehörte von 1849 bis 1851 der bayerischen Kammer der Abgeordneten an, wo er den Wahlbezirk Traunstein vertrat. Am 26. April 1851 brach in einem Daxenberger gehörenden Stadel ein Feuer aus, das schließlich zum Stadtbrand Traunsteins führte. Daxenberger beantragte daraufhin Anfang Mai eine mehrwöchige Beurlaubung als Abgeordneter und erklärte schließlich zum 16. Oktober 1851 aus beruflichen und gesundheitlichen Gründen, namentlich Schwerhörigkeit, seinen Austritt aus der Kammer. Für ihn rückte der Burghauser Landrichter Georg Wiesend nach.